# Lophogaster typicus
Lophogaster typicus är en kräftdjursart som beskrevs av Michael Sars 1857. Lophogaster typicus ingår i släktet Lophogaster och familjen Lophogastridae. Arten är reproducerande i Sverige. Inga underarter finns listade i Catalogue of Life.